# Favolaschia calocera
Favolaschia calocera es una especie de hongos basidiomicetos de la familia Mycenaceae, orden  Agaricales.
Esta especie fue encontrada por primera vez en España en el año 2006 en las inmediaciones del Monte Deva, Gijón, por D. Francisco Casero, presidente de la Sociedad Asturiana de Micología.